# حسن عباسی (بازیگر)
حسن عباسی (بازیگر) (زادهٔ ۳۱ تیر ۱۳۳۹، تهران) بازیگر ایرانی است. او کار در سینما را از سال ۱۳۶۹ با فیلم «تعقیب سایه‌ها» به کارگردانی «علی شاه حاتمی» شروع کرد.

## بازیگری
او در ۱۵ فیلم سینمائی بازی کرده‌است. اکثر فیلم‌های وی در ژانر سینمای دفاع مقدس بوده‌است. اسامی فیلمها عبارتند از:
1. صدای منو می‌شنوید؟ (۱۳۹۵)
2. قندون جهیزیه (۱۳۹۳)
3. مزرعه پدری (۱۳۸۲)
4. قارچ سمی (۱۳۸۰)
5. محبوبه (۱۳۷۷)
6. پرواز روح (۱۳۷۶)
7. جاده متروکه (۱۳۹۰)
8. ترور (۱۳۷۶)
9. شمارش معکوس (۱۳۷۶)
10. آخرین مرحله (۱۳۷۴)
11. حمله به اچ۳ (۱۳۷۳)
12. آخرین شناسایی (۱۳۷۲)
13. پاییز بلند (۱۳۷۲)
14. حماسه مجنون (۱۳۷۱)
15. بهترین بابای دنیا (۱۳۷۰)
16. وصل نیکان (۱۳۷۰)
17. تعقیب سایه‌ها (۱۳۶۹)

وی علاوه بر بازیگری در گرایشهای دیگر سینما از جمله مجری طرح و پشتیبانی تولید نیز فعالیت داشته‌است.

### تلویزیونی
- گاندو ۲ (١۴٠٠، جواد افشار)
- آسمان همیشه ابری نیست (۱۳۸۹، سعید عالم‌زاده)
- نقطه اوج (۱۳۷۱، محمد مهدی عسگرپور)